# 迪亚曼蒂纳
迪亚曼蒂纳（葡萄牙語：Diamantina）是巴西米纳斯吉拉斯州的一个市镇。总面积3869.8平方公里，总人口44,229人，人口密度11.4人/平方公里。